# روبن داريو بوستوس
روبن داريو بوستوس توريس (بالإسبانية: Rubén Darío Bustos)، من مواليد 28 أغسطس 1981 في فيلا ديل روزاريو في كولومبيا، لاعب كرة قدم كولومبي.
بدأ مسيرته الكروية مع نادي أمريكا دي كالي في عام 1998، ولعب معهم حتى عام 2004، وشارك معهم في 87 مباراة وسجل 4 أهداف، وفي عام 2004 أعير إلى نادي أتلتيكو ناسيونال، ولعب معهم 19 مباراة وسجل هدفين، وفي عام 2004 عاد إلى نادي أمريكا دي كالي، ولعب معهم حتى عام 2006، وشارك معهم في 56 مباراة وسجل 7 أهداف، وفي عام 2007 أعير إلى نادي كوكوتا ديبورتيفو وشارك معهم في 9 مباريات، وفي عام 2007 أعير إلى نادي غريميو البرازيلي، ولعب معهم 18 مباراة وسجل هدف واحد، ومنذ عام 2008 وهو يلعب مع نادي إنترناسيونال.
بدأ مسيرته الكروية مع منتخب كولومبيا لكرة القدم في عام 2003، وهو يلعب معهم حتى الآن.

## وصلات خارجية
- روبن داريو بوستوس على موقع ناشيونال فوتبول تيمز (الإنجليزية)